# Капитиньяно
Капитиньяно (итал. Capitignano) — коммуна в Италии, располагается в области Абруццо, в провинции Л’Акуила.
Население составляет 680 человека (2011 г.), плотность населения составляет 22 чел./км². Занимает площадь 31 км². Почтовый индекс — 67014. Телефонный код — 0862.
Покровителем коммуны почитается святой Флавиан, патриах Константинопольский, празднование 24 ноября.

## Демография
Динамика населения:

## Администрация коммуны
- Официальный сайт: http://www.comune.capitignano.aq.it/